# FC Irtîș Pavlodar
FC Irtysh Pavlodar (în kazahă Ертіс Футбол Клубы)  este o echipă de fotbal din Pavlodar, Kazakhstan.

## Istoricul denumirilor
- 1965 : Fondat ca Irtysh
- 1968 : Redenumit Traktor
- 1993 : Redenumit  Ansat
- 1996 : Redenumit  Irtysh
- 1999 : Redenumit  Irtysh-Bastau pentru motive de sponsorizare
- 2000 : Redenumit  Irtysh din nou

## Palmares
- Superliga (Kazahstan): 5

1993, 1997, 1999, 2002, 2003
- Cupa Kazakhstanului: 1

1998

## Performanțe în competițiile internaționale
- UEFA Champions League: 1 meci
- Liga Campionilor Asiei: 4 meciuri

1995: Preliminarii
1999: Prima Rundă
2000: Grupe
2001: locul 4

## Lotul actual de jucători
Din iunie 2009.
| Nr. |           | Poziție | Jucător              |
| --- | --------- | ------- | -------------------- |
| 1   | Kazahstan | P       | Daniil Rikhard       |
| 30  | Kazahstan | P       | Anton Tsyrin         |
| 3   | Kazahstan | F       | Vladislav Chernyshov |
| 4   | Rusia     | F       | Yuri Kolomyts        |
| 14  | Kazahstan | F       | Vyacheslav Sobolev   |
| 23  | Bulgaria  | F       | Dimitar Nakov        |
| 28  | Kazahstan | F       | Ruslan Gumar         |
| 6   | Kazahstan | F       | Denis Shchetkin      |
| 17  | Kazahstan | M       | Aleksandr Andreev    |
| 2   | Kazahstan | M       | Konstantin Zotov     |
| 8   | Kazahstan | M       | Vladimir Noskov      |

| Nr. |            | Poziție | Jucător              |
| --- | ---------- | ------- | -------------------- |
| 12  | Kazahstan  | M       | Konstantin Zarechniy |
| 9   | Kazahstan  | M       | Igor Yurin           |
| 31  | Lituania   | F       | Laurynas Rimavičius  |
| 22  | Rusia      | A       | Denis Malinin        |
|     | Kazahstan  | M       | Vitaliy Goloveshkin  |
| 24  | Kazahstan  | M       | Dmitriy Parkhamchuk  |
| 18  | Kazahstan  | M       | Pavel Shabalin       |
| 11  | Kârgâzstan | A       | Sergei Ivanov        |
|     | Kazahstan  | A       | Timur Baizhanov      |
| 7   | Kazahstan  | M       | Gleb Maltsev         |
| 16  | Rusia      | A       | Eduard Zatsepin      |

### Echipa de tineret
Jucători sub 21 ani
| Nr. |           | Poziție | Jucător             |
| --- | --------- | ------- | ------------------- |
|     | Kazahstan | P       | Nikita Kalmykov     |
|     | Kazahstan | P       | Semen Frolov        |
|     | Kazahstan | F       | Nurlan Baizhumanov  |
|     | Kazahstan | F       | Pavel Gaivoronskiy  |
|     | Kazahstan | F       | Alibek Dzhusupov    |
|     | Kazahstan | F       | Kanat Zholdybaev    |
|     | Kazahstan | F       | Kuat Rakhimzhanov   |
|     | Kazahstan | F       | Stanislav Tolstikov |

| Nr. |           | Poziție | Jucător            |
| --- | --------- | ------- | ------------------ |
|     | Kazahstan | F       | Farid Tusyubov     |
|     | Kazahstan | M       | Alibek Ayaganov    |
|     | Kazahstan | M       | Nikita Glazkov     |
|     | Kazahstan | M       | Anton Derkach      |
|     | Kazahstan | M       | Kuanyshbek Kuandyk |
|     | Kazahstan | M       | Igor Tikhanovskiy  |
|     | Kazahstan | A       | Aleksandr Balaev   |
|     | Kazahstan | A       | Vladimir Makarchuk |

## Jucători notabili
- Georgi Daskalov
- Slavi Kostenski
- Eduard Ratnikov
- Sabyrkhan Ibrayev
- Nurmat Mirzabaev
- Murat Tleshev
- Andrius Velicka
- Sergei Strukov
- Oleg Veretennikov
- Didargylyç Urazow